# Xã Readmond, Michigan
Xã Readmond (tiếng Anh: Readmond Township) là một xã thuộc quận Emmet, tiểu bang Michigan, Hoa Kỳ. Năm 2010, dân số của xã này là 581 người.